# Yves Le Hir
Yves Le Hir (* 2. Juli 1919; † 5. Dezember 2005) war ein französischer Romanist, Literaturwissenschaftler und Stilforscher.

## Leben und Werk
Le Hir habilitierte sich 1948 in Paris mit den beiden Thèses  Lamennais écrivain (Paris 1948) und (Hrsg.) Lamennais, Les Paroles d'un croyant (Paris 1949). Er war von 1954 bis 1984 Professor an der Universität Grenoble. Ab 1957 gehörte er der Académie Delphinale in Grenoble an (Sessel 9).

## Weitere Werke

### Monographien
- Fantaisie et mystique dans "le Petit prince" de Saint-Exupéry, Paris 1954
- Esthétique et structure du vers français d'après les théoriciens du XVIe siècle à nos jours, Paris 1956
- Rhétorique et stylistique de la Pléiade au Parnasse, Paris 1960
- (mit Helmut Anthony Hatzfeld) Essai de bibliographie critique de stylistique française et romane 1955-1960, Paris 1961
- Analyses stylistiques, Paris 1965
- Styles, Paris 1972
- Les drames bibliques de 1541 à 1600. Etudes de langue, de style et de versification, Grenoble 1974

### Herausgebertätigkeit
- (Hrsg.) Choderlos de Laclos, Les Liaisons dangereuses, Paris 1952 (Classiques Garnier)
- (Hrsg.) Essai d'un système de philosophie catholique par M. l'abbé F. de La Mennais, Rennes 1954
- (Hrsg.) Lamennais, Une voix de prison, Paris 1954
- (Hrsg.) Jean-Antoine de Baïf, Le Psautier de 1587, Paris 1963
- (Hrsg.) Anne [Malet] de Graville, Le Beau romant des deus amans Palamon et Arcita et de la belle et saige Emilia, Paris 1965
- (Hrsg.) Marguerite de Navarre, Nouvelles, Paris 1967
- (Hrsg.) Martial d’Auvergne, Matines de la Vierge, Genf/Paris 1970
- (Hrsg.) Anne d'Urfé, Œuvres morales et spirituelles inédites, Genf 1977